# Picardova–Lindelöfova věta
Věta o existenci a jednoznačnosti řešení počáteční úlohy, Picardova–Lindelöfova věta, Picardova existenční věta nebo Cauchyho–Lipschitzova věta je důležitá matematická věta o existenci a jednoznačnosti řešení obyčejné diferenciální rovnice prvního řádu s danými počátečními podmínkami.
Věta je pojmenovaná po Émile Picard, Ernst Lindelöf, Rudolf Lipschitz a Augustin Louis Cauchy.
Uvažujme počáteční úlohu
{\displaystyle y'(t)=f(t,y(t)),\quad y(t_{0})=y_{0},\quad t\in \langle t_{0}-\varepsilon ,t_{0}+\varepsilon \rangle .}
Předpokládejme, že f je lipschitzovsky spojitá v y a spojitá v t. Pak pro nějakou hodnotu ε > 0, existuje jednoznačné řešení y(t) počáteční úlohy na intervalu {\displaystyle \langle t_{0}-\varepsilon ,t_{0}+\varepsilon \rangle }.

## Nástin důkazu
Důkaz využívá transformaci diferenciální rovnice a použití teorie pevného bodu. Integrováním obou stran rovnice dostaneme, že libovolná funkce vyhovující diferenciální rovnici musí také vyhovovat integrální rovnici
{\displaystyle y(t)-y(t_{0})=\int _{t_{0}}^{t}f(s,y(s))\,\mathrm {d} s.}
Jednoduchý důkaz existence řešení lze získat metodou postupných aproximací, která se v tomto kontextu nazývá Picardova iterace.
Jestliže položíme
{\displaystyle \varphi _{0}(t)=y_{0}\,\!}
a
{\displaystyle \varphi _{k+1}(t)=y_{0}+\int _{t_{0}}^{t}f(s,\varphi _{k}(s))\,\mathrm {d} s,}
tak lze pomocí Banachovy věty o pevném bodě dokázat, že posloupnost „Picardových iterací“ φk je konvergentní, a že její limita je řešením počáteční úlohy. Využitím faktu, že šířka intervalu, kde je definované lokální řešení, je úplně určena Lipschitzovou konstantou funkce, můžeme zaručit existenci globalního řešení. To znamená, že řešení existuje a je jednoznačné, pokud neopustí definiční obor původní diferenciální rovnice. Aplikace Grönwallova lemmatu na |φ(t) − ψ(t)|, kde φ a ψ jsou dvě řešení, ukazuje, že φ(t) = ψ(t), tedy dokazuje globalní jednoznačnost (lokální jednoznačnost je důsledkem jednoznačnosti Banachova pevného bodu).

## Intuitivní chápání věty
Myšlenka věty je následující. Diferenciální rovnice může mít stacionární bod. Například rovnice
{\displaystyle \mathrm {d} y/\mathrm {d} t=y}
má stacionární řešení {\displaystyle y(t)=0}, které lze získat pro počáteční podmínku {\displaystyle y(t=0)=0}. Pokud vyjdeme z jiné počáteční podmínky {\displaystyle y(0)=y_{0}\neq 0}, nelze dosáhnout stacionárního řešení v konečném čase, a proto je jednoznačnost řešení zaručena. Jestliže je však stacionárního řešení dosaženo v konečném čase, jednoznačnost je narušena. K tomu dochází například pro rovnici
{\displaystyle \mathrm {d} y/\mathrm {d} t=y^{2/3}}
Řešení odpovídající počáteční podmínce {\displaystyle y(0)=0} může být buď {\displaystyle y(t)=0} anebo
{\displaystyle y(t)={\begin{cases}(v/3)^{3}&t<0\\0&t\geq 0\end{cases}}}
Můžeme si všimnout, že funkce {\displaystyle f(y)=y^{2/3}} má nekonečný spád v bodě {\displaystyle y=0} a proto není lipschitzovsky spojitá. Podmínka Lipschitzovské spojitosti tento typ diferenciálních rovnic vylučuje.

## Podrobný důkaz
Nechť
{\displaystyle C_{a,b}={\overline {I_{a}(t_{0})}}\times {\overline {B_{b}(y_{0})}}}
kde:
{\displaystyle {\begin{aligned}{\overline {I_{a}(t_{0})}}&=[t_{0}-a,t_{0}+a]\\{\overline {B_{b}(y_{0})}}&=[y_{0}-b,y_{0}+b].\end{aligned}}}
Toto je kompaktní válec, na kterém je funkce f definovaná. Nechť
{\displaystyle M=\sup _{C_{a,b}}\|f\|,}
toto je maximální spád funkce v modulu. Navíc nechť L je Lipschitzova konstanta funkce f vzhledem k druhé proměnné.
Budeme aplikovat Banachovu větu o pevném bodě používající metriku na {\displaystyle {\mathcal {C}}(I_{a}(t_{0}),B_{b}(y_{0}))} indukovanou uniformní normou
{\displaystyle \|\varphi _{1}\|_{\infty }=\sup _{t\in I_{a}}|\varphi (t)|.}
Definujeme Picardův operátor mezi dvěma funkcionálními prostory spojitých funkcí
{\displaystyle \Gamma :{\mathcal {C}}(I_{a}(t_{0}),B_{b}(y_{0}))\longrightarrow {\mathcal {C}}(I_{a}(t_{0}),B_{b}(y_{0}))}
takto:
{\displaystyle \Gamma \varphi (t)=y_{0}+\int _{t_{0}}^{t}f(s,\varphi (s))\,\mathrm {d} s.}
Budeme předpokládat, že operátor je dobře definovaný, jinými slovy, že jeho obrazem je funkce nabývající hodnoty na {\displaystyle B_{b}(y_{0})} nebo ekvivalentně, že norma
{\displaystyle \Gamma \varphi (t)-y_{0}} je menší než b,
což můžeme také formulovat jako
{\displaystyle \|\varphi _{1}\|_{\infty }\leq b.}
{\displaystyle \left\|\Gamma \varphi (t)-y_{0}\right\|=\left\|\int _{t_{0}}^{t}f(s,\varphi (s))\,ds\right\|\leq \left|\int _{t_{0}}^{t}\left\|f(s,\varphi (s))\right\|ds\right|\leq M\left|t-t_{0}\right|\leq M\leq b}
Potřebujeme, aby byla splněna poslední nerovnost, proto zavedeme podmínku
{\displaystyle a<b/M.}
Zvolíme nyní Picardův operátor tak, aby byl kontraktivní za určité podmínky pro a, kterou později budeme moci vynechat.
Jsou-li dány dvě funkce {\displaystyle \varphi _{1},\varphi _{2}\in {\mathcal {C}}(I_{\alpha }(t_{0}),B_{b}(y_{0}))}, abychom mohli aplikovat Banachovu větu o pevném bodě musí platit
{\displaystyle \|\Gamma \varphi _{1}-\Gamma \varphi _{2}\|_{\infty }\leq q\|\varphi _{1}-\varphi _{2}\|_{\infty },}
pro nějaké q < 1. Nechť t je takový, že
{\displaystyle \|\Gamma \varphi _{1}-\Gamma \varphi _{2}\|_{\infty }=\|(\Gamma \varphi _{1}-\Gamma \varphi _{2})(t)\|}
pak pomocí definice Γ
{\displaystyle {\begin{aligned}\left\|(\Gamma \varphi _{1}-\Gamma \varphi _{2})(t)\right\|&=\left\|\int _{t_{0}}^{t}\left(f(s,\varphi _{1}(s))-f(s,\varphi _{2}(s))\right)\mathrm {d} s\right\|\\&\leq \left|\int _{t_{0}}^{t}\left\|f\left(s,\varphi _{1}(s)\right)-f\left(s,\varphi _{2}(s)\right)\right\|\mathrm {d} s\right|\\&\leq L\left|\int _{t_{0}}^{t}\left\|\varphi _{1}(s)-\varphi _{2}(s)\right\|\mathrm {d} s\right|&&f{\text{ je Lipschitzovsky spojitá}}\\&\leq L\left\|\varphi _{1}-\varphi _{2}\right\|\end{aligned}}}
Toto je kontraktivní, jestliže a < 1/L.
Dokázali jsme, že Picardův operátor je kontrakcí na Banachových prostorech s metrikou indukovanou uniformní normou. Díky tomu můžeme použít Banachovu větu o pevném bodě pro důkaz, že operátor má jediný pevný bod. Konkrétně, existuje jednoznačná funkce
{\displaystyle \varphi \in {\mathcal {C}}(I_{a}(t_{0}),B_{b}(y_{0}))}
taková, že Γφ = φ. Tato funkce je jednoznačným řešením počáteční úlohy, které je korektní na intervalu Ia, kde a vyhovuje podmínce
{\displaystyle a<\min\{b/M,1/L\}.\,}

## Optimalizace intervalu řešení
Existuje důsledek Banachovy věty o pevném bodě, který tvrdí, že jestliže operátor Tn je kontraktivní pro některá n v N, pak T má jediný pevný bod. Použijeme tuto větu na Picardův operátor. Nejdříve si však připomeneme lemma, které bude velmi užitečné aplikovat na výše uvedený důsledek.

Lemma:   {\displaystyle \left\|\Gamma ^{m}\varphi _{1}-\Gamma ^{m}\varphi _{2}\right\|\leq {\frac {L^{m}\alpha ^{m}}{m!}}\left\|\varphi _{1}-\varphi _{2}\right\|}

Důkaz. Důkaz provedeme indukcí. Východisko indukce (m = 1) už máme dokázané. Nyní předpokládejme, že tvrzení je pravdivé pro m−1 a pokusíme se je dokázat pro m:
{\displaystyle {\begin{aligned}\left\|\Gamma ^{m}\varphi _{1}-\Gamma ^{m}\varphi _{2}\right\|&=\left\|\Gamma \Gamma ^{m-1}\varphi _{1}-\Gamma \Gamma ^{m-1}\varphi _{2}\right\|\\&\leq \left|\int _{t_{0}}^{t}\left\|f\left(s,\Gamma ^{m-1}\varphi _{1}(s)\right)-f\left(s,\Gamma ^{m-1}\varphi _{2}(s)\right)\right\|\mathrm {d} s\right|\\&\leq L\left|\int _{t_{0}}^{t}\left\|\Gamma ^{m-1}\varphi _{1}(s)-\Gamma ^{m-1}\varphi _{1}(s)\right\|\mathrm {d} s\right|\\&\leq {\frac {L^{m}\alpha ^{m}}{m!}}\left\|\varphi _{1}-\varphi _{2}\right\|.\end{aligned}}}
Proto, pokud vezmeme v úvahu tuto nerovnost, můžeme zajistit, že pro určité dostatečně velké m platí, že {\displaystyle {\frac {L^{m}\alpha ^{m}}{m!}}<1} a tedy Γm bude kontraktivní. Takže podle předchozího důsledku bude Γ mít jediný pevný bod. Takže nakonec So, nakonec můžeme optimalizovat interval řešení použitím α = min{a, b/M}.
Důležitost tohoto výsledku je, že interval definice řešení nakonec nezávisí na Lipschitzově konstantě pole, ale v zásadě závisí na intervalu definice pole a jeho maximální absolutní hodnotě.

## Jiné existenční věty
Picardova–Lindelöfova věta stanovuje podmínky, aby řešení existovalo a bylo jednoznačné. Peanova existenční věta stanovuje pouze podmínky existence, ne jednoznačnosti řešení, ale vystačí pouze s předpokladem, že funkce f je spojitá v bodě y – nevyžaduje, aby byla Lipschitzovsky spojitá. Například pravá strana rovnice y ′ = y1/3 s počáteční podmínkou y(0) = 0 je spojitá, ale ne lipschitzovsky spojitá. Tato rovnice vskutku není jednoznačná; má tři řešení: y(t) = 0 a
{\displaystyle y(t)=\pm {\big (}{\tfrac {2}{3}}t{\big )}^{3/2}.} 
Ještě obecnější je Carathéodoryho existenční věta, která dokazuje existenci (v obecnějším smyslu) za slabší podmínky pro ƒ. je také zajímavé zmínit, že ačkoli tyto podmínky jsou pouze dostačující, existuje také nezbytná a postačující podmínka pro jednoznačné řešení počáteční úlohy, jako například Okamurova věta.